# رافانین
رافانین (به انگلیسی: Raphanin) یک ترکیب شیمیایی با شناسه پاب‌کم ۶۴۳۳۲۰۶ است.